# Cantón de Lucerna
El cantón de Lucerna (LU, en alemán Luzern, en francés Lucerne, en italiano Lucerna y en romanche Lucerna) es un cantón de la Suiza Central. Su capital es la ciudad de Lucerna.

## Toponimia
La primera mención escrita de Lucerna aparece como luciaria en el año 840 y hace referencia al nombre en latín de la ciudad, que parece ser deriva del Santo Patrón del monasterio, San Leodegario.

## Historia
El cantón de Lucerna comprende los territorios adquiridos por su capital, ya sea por tratados, compra u ocupación armada. La primera compra de la ciudad fue Weggis en 1380, seguido por Rothenburg, Kriens, Horw, Sempach y Hochdorf en 1394; Wolhusen y Entlebuch en 1405, la región Habsburgo al noreste del burgo de Lucerna en 1406; Willisau en 1407; Sursee y Beromünster en 1415; Malters en 1477 y Littau en 1481; mientras que en 1803 cambia Merenschwand por Hitzkirch.
La ciudad de Lucerna creció alrededor del monasterio benedictino, fundado en 750 en la ribera derecha del río Reuss por la abadía de Murbach en Alsacia. En 840 aparece bajo el nombre de Luciaria y en 1252 como Lucerrun. Con el aumento de poder de los Habsburgo en la región, los lazos que unen a Lucerna con Murbach disminuyen. En 1291 los Habsburgo compran finalmente Lucerna a la abadía de Murbach. La compra de Lucerna por parte de los Habsburgo hace que los tres cantones primitivos (Uri, Schwyz y Unterwalden) formen el Pacto Federal de 1291, acto considerado como la fundación de la Antigua Confederación Suiza. En 1332 Lucerna se convierte en el cuarto miembro de la Eidgenossenschaft y la primera "ciudad" en aliarse con las comunidades rurales.
La batalla de Sempach (1386) alejó a los Habsburgo de la región y fortaleció la Confederación. La victoria permitió también la adquisición gradual de los territorios manejados desde y por el burgo.
Durante la Reforma Protestante, Lucerna fue fiel a la religión católica, de la cual Lucerna ha sido en Suiza el gran baluarte, pues es el cantón católico más poblado del país. El nuncio papal residió allí de 1601 a 1873. En el siglo XVI, durante la Edad Moderna, el gobierno de la ciudad cayó en manos de la aristocracia oligarca, cuyo poder, sacudido por la guerra campesina suiza de 1653 en el Entlebuch, duró hasta 1798, fecha en la que Suiza fue invadida por las tropas francesas. 
Durante la República Helvética (1798-1803) fue sede del gobierno central. Al desaparecer la República con el Acta de Mediación de 1803 de Napoleón Bonaparte, fue uno de los seis cantones "directoriales" y durante la restauración (de 1815-1848) fue uno de los tres cantones gobernantes (con Zúrich y Berna). El gobierno patricio fue derrocado con la Constitución cantonal de 1831. En 1841 los conservadores recuperaron el poder, llamaron a los jesuitas en 1844 y provocaron la Guerra del Sonderbund (1847), que implicó a los cantones católicos-conservadores de un lado, contra los cantones protestantes-liberales. Los lucerneses fueron derrotados por las tropas de la Confederación en Gisikon, no lejos de Lucerna. El cantón volvió a la Confederación en 1848 como miembro de pleno derecho.

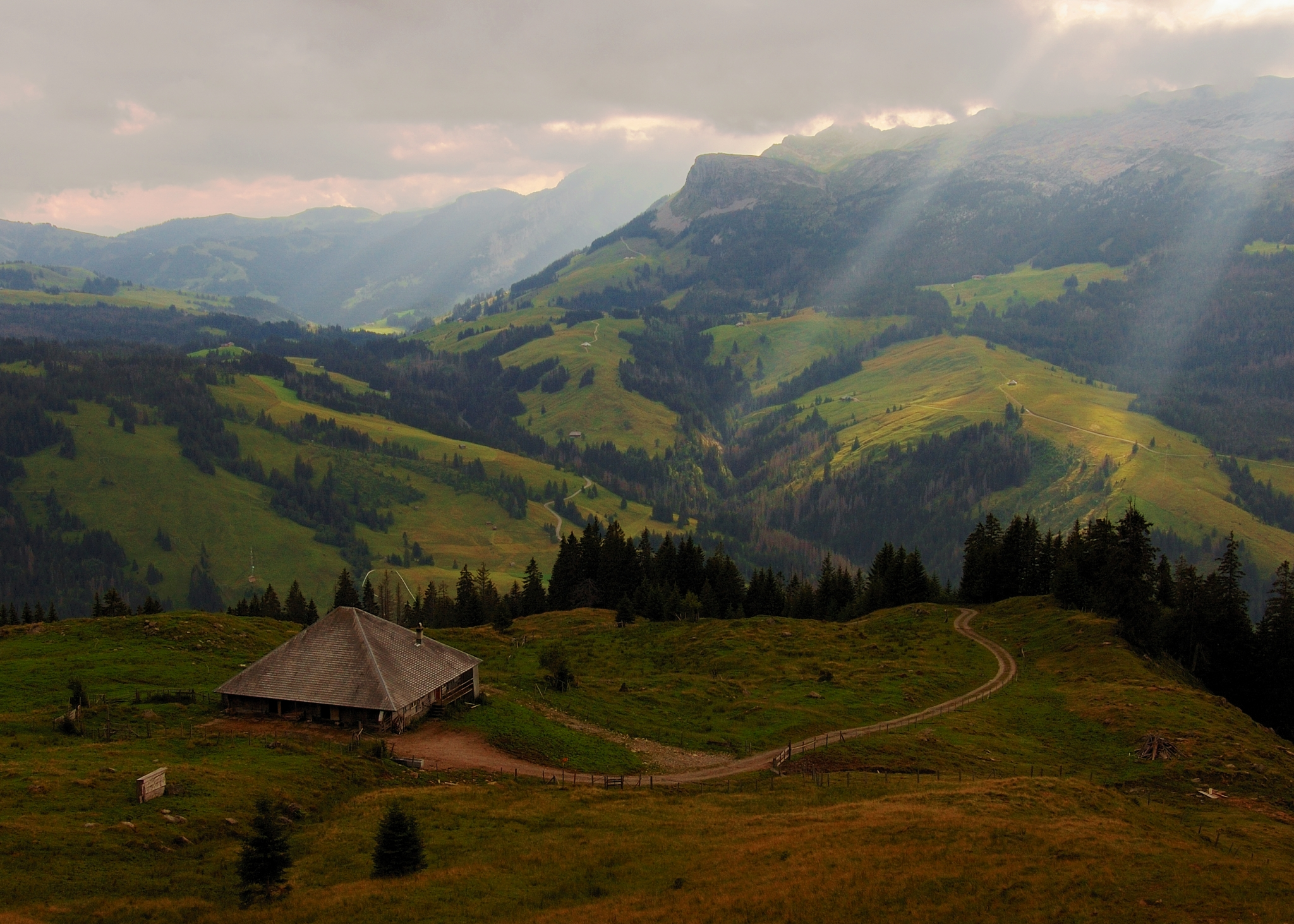
Región de la Reserva de la Biosfera del Entlebuch.

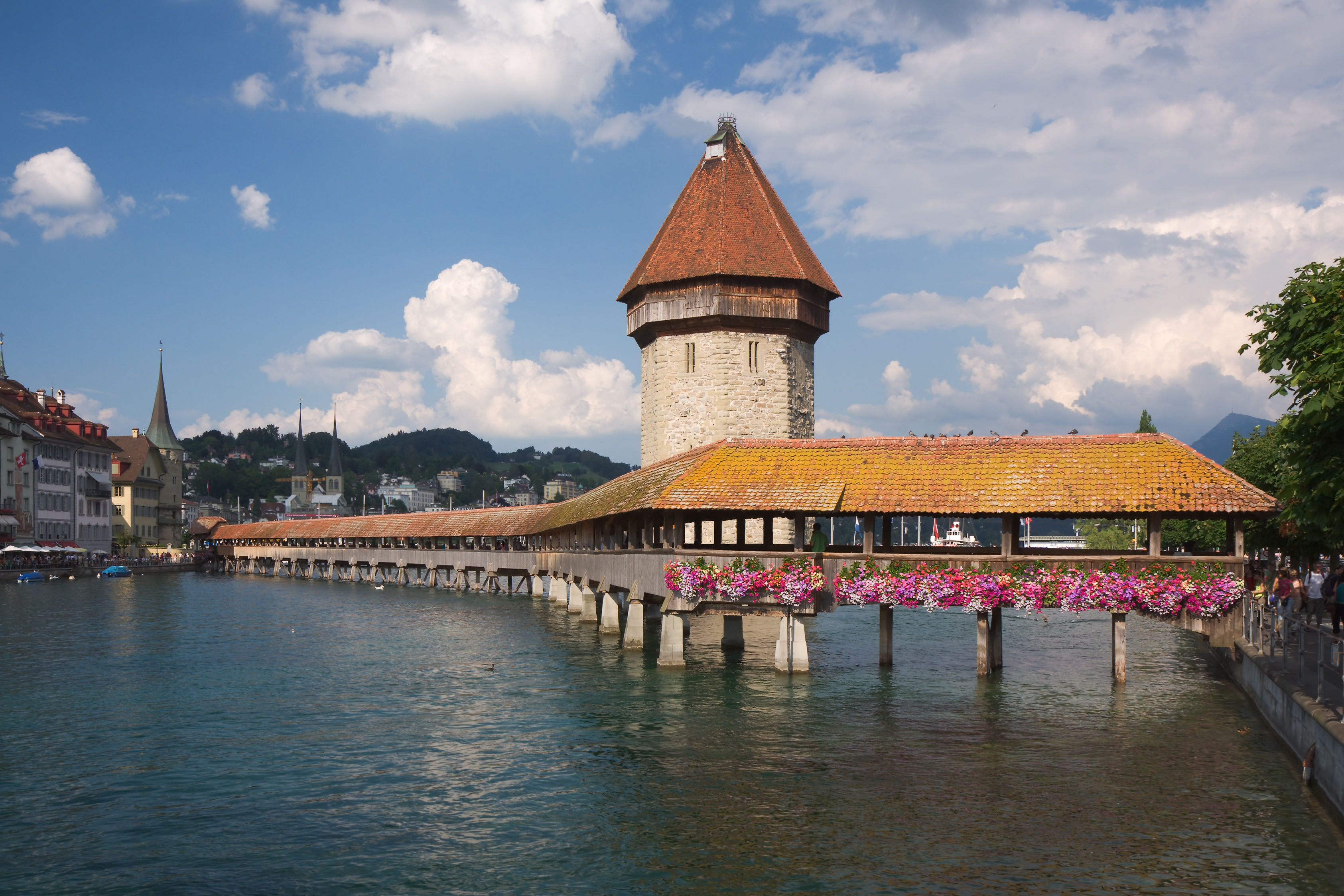
Puente de la Capilla, Lucerna.

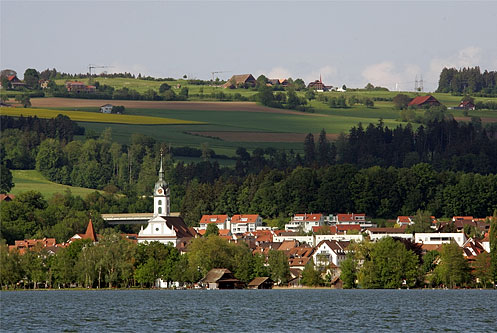
Lago de Sempach.

## Geografía
El cantón de Lucerna está ubicado entre las regiones de la Meseta suiza (Mitelland) y la Suiza Central (Innerschweiz). Su territorio está distribuido sobre la meseta, los Prealpes suizos y los Alpes uraneses. La montaña más alta es el Brienzer Rothorn con 2350 m.s.n.m., aunque las más conocidas sean quizás el Monte Pilatus y el Rigi. A nivel hidrográfico, el cantón es bañado principalmente por los ríos Reuss y Kleine Emme y en menor parte por los riachuelos Wigger, Luther, Suhre, Pfaffneren y Entlen. También comparte los lagos de los Cuatro Cantones, Zug y Hallwil, mientras que los lagos de Sempach y Baldegger están enteramente en territorio lucernense.
El territorio limita al norte con el cantón de Argovia, al este con Zug y Schwyz, al sur con Nidwalden y Obwalden y al oeste con Berna. La superficie del cantón es de 1493 km².

## Demografía
El cantón de Lucerna cuenta con cerca de 394 604 habitantes en 2014. El 71% de la población declara ser de creencia católica, mientras que el 12% declaran ser protestantes. A nivel lingüístico, la lengua oficial del cantón es el alemán, hablado por el 88,9% de la población. El dialecto alemán suizo hablado en la región pertenece a la familia del Hochalamanisch.

## Economía
Aproximadamente las nueve décimas partes del territorio lucernense están cubiertas de tierras productivas. La agricultura juega un papel preponderante, aunque la industria también está desarrollada. Los productos más importantes son: cultivos, frutas y ganadería. La industria se concentra en los textiles, maquinaria, papel, madera, tabaco y productos metalúrgicos.
El turismo tiene un papel muy importante, de hecho la ciudad de Lucerna es una de la mayores atracciones turísticas de toda Suiza. El cantón de Lucerna es una destinación importante para los turistas en Suiza, ya que está en cercanía de los Alpes, además de ser una etapa importante en la ruta entre Alemania e Italia.

## Política
La Constitución actual del cantón de Lucerna data de 2007. Anteriormente estuvo en vigor la Constitución del 29 de enero de 1875, la cual fue revisada por lo menos 40 veces. La nueva Constitución fue aceptada por votación popular el 17 de junio de 2007 con 51.273 votos a favor contra 29.137 votos en contra y una participación del 34.31%; su entrada en vigor fue fijada el 1 de enero de 2008.
El poder legislativo, llamado Kantonsrat (Consejo Cantonal, antiguamente Gran Consejo = Grosser Rat), está compuesto por una delegación de 120 miembros elegidos según el sistema proporcional por un período de 4 años. El principal partido en el parlamento cantonal es el Partido Demócrata Cristiano. 
El poder ejecutivo, llamado Regierungsrat (Consejo de Gobierno), está compuesto por 5 miembros elegidos según el sistema mayoritario. El Jefe del Gobierno era llamado hasta 2007 Schultheiss, a partir de 2008 es llamado Regierungspräsident (Presidente de Gobierno) y es elegido por un período de un año como primus inter pares.

## Comunas

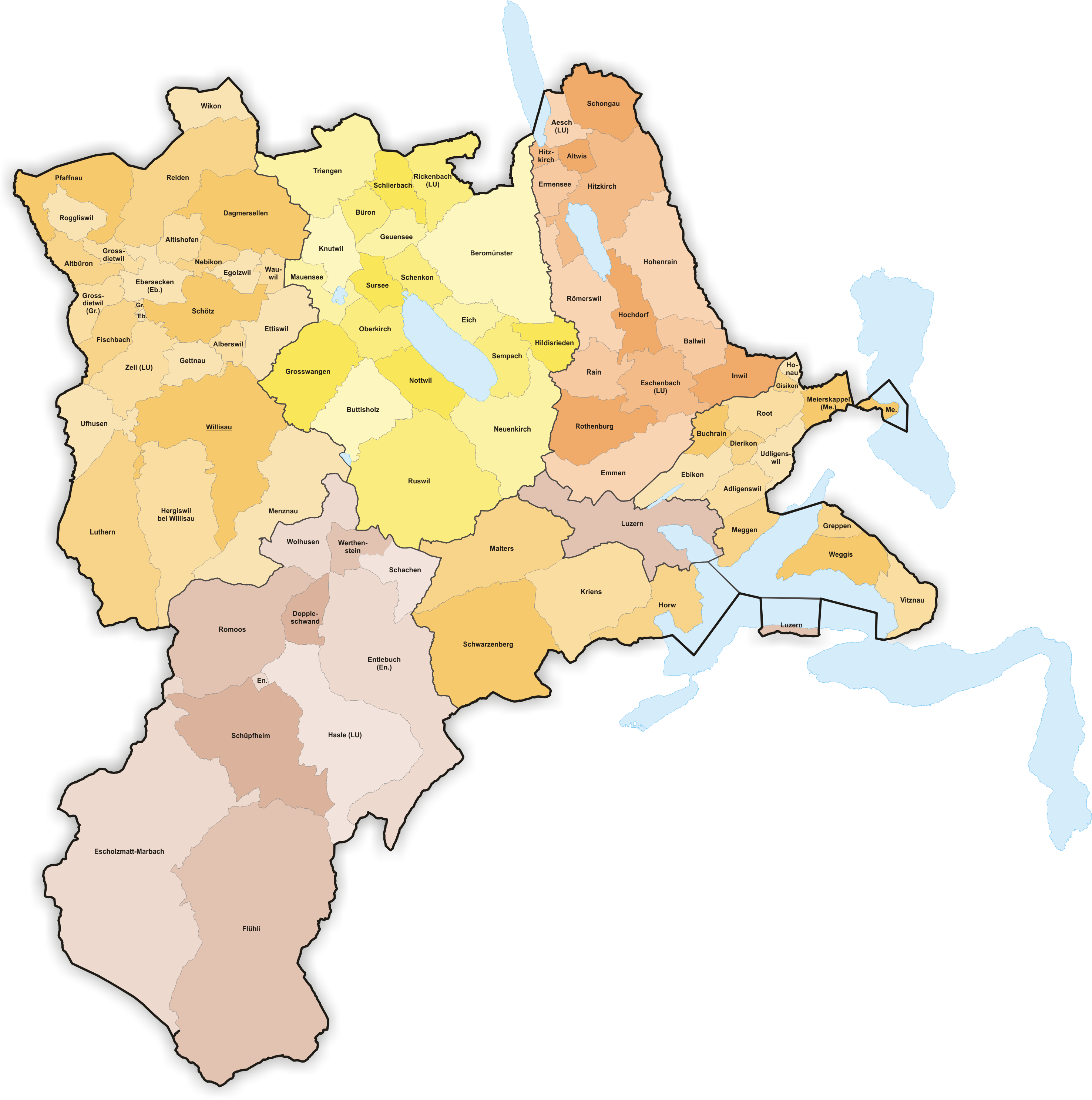
Distritos y comunas del cantón de Lucerna.

El cantón se encuentra dividido en cinco distritos y 87 comunas. Las ciudades principales del cantón se encuentran en el área cercana a la ciudad de Lucerna e incluyen a la ciudad de Lucerna, Emmen, Kriens, Horw y Ebikon.
- Distrito de Lucerna, capital en Lucerna
- Distrito de Hochdorf, capital en Hochdorf
- Distrito de Sursee, capital en Sursee
- Distrito de Willisau, capital en Willisau
- Distrito de Entlebuch, capital en Schüpfheim